# 990년대
990년대는 990년부터 999년까지를 가리킨다.
- 고려와 요나라의 긴장 관계가 1차전으로 나타난다.
- 일본에서 세이 쇼나곤이 마쿠라노소시의 초안을 잡는다. (1001년경 정식 편찬)